# Papaipema matheri
Papaipema matheri är en fjärilsart som beskrevs av Eric L. Quinter. Papaipema matheri ingår i släktet Papaipema och familjen nattflyn. Inga underarter finns listade i Catalogue of Life.